# جاكلين كاري
جاكلين كاري (بالإنجليزية: Jacqueline Carey)‏‏ (14 يوليو 1954 في كامبريدج، ماساتشوستس - ) روائية من الولايات المتحدة.

## الجوائز
- زمالة غوغنهايم